# Kállai Ferenc-életműdíj
A Kállai Ferenc-életműdíj Kállai Ferenc végrendelete alapján, felesége segítségével alapított elismerés. Az alapító okirat szerint a díjat minden évben a Színházi Világnapon adják át a Pesti Magyar Színház, illetve a régi Nemzeti Színház egy-egy színészének, illetve a nézők által nem látható, az előadások létrejöttében tevékenykedő „háttér”-dolgozónak. A díjat első alkalommal 2011. március 27-én, a Színházi Világnapon adták át.

## Díjazottak
- 2011
  - Avar István
  - Breuer Ottó főügyelő
- 2012
  - Dániel Vali
  - Roskó János öltöztető
- 2013
  - Máthé Erzsi
  - Csákó Béla műszaki vezető
- 2014
  - Moór Marianna
  - Mészáros László világosító
- 2015[2]
  - Hámori Ildikó
  - Laczkó Albertné öltöztető
- 2016[3]
  - Császár Angela
  - Kadelka László ügyelő
- 2017 -
- 2018 - nem adták át[4]